# Vịnh Kotor

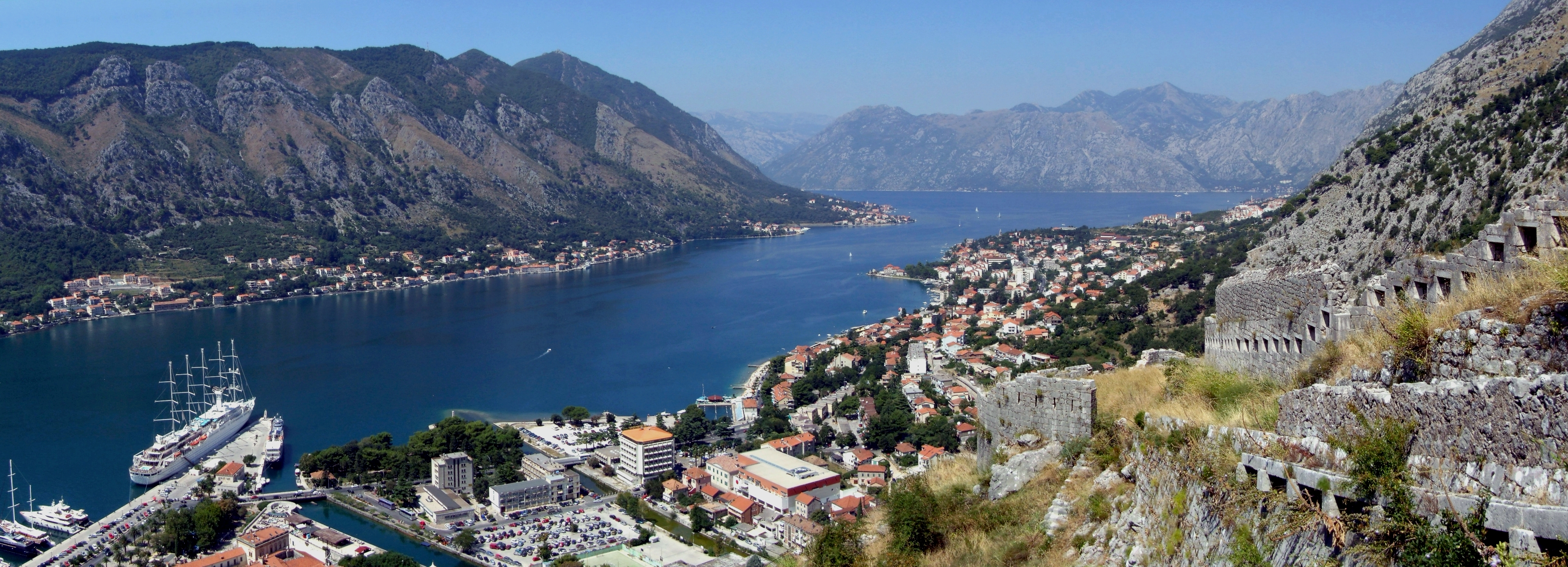
Vịnh Kotor và thị xã Kotor.

Vịnh Kotor (tiếng Serbia/Mongtenegro: Boka Kotorska), một vịnh nhỏ quanh co ở tây nam của biển Adriatic. Vịnh này đã từng được gọi là vịnh hẹp cực nam châu Âu, trên thực tế là một cửa cắt khía của con sông Bokelj đã từng chảy từ các cao nguyên núi cao của núi Orjen.
Khu vực xung quanh vịnh đã là  nơi định cư của con người  từ thời cổ đại và có một số thị trấn thời trung cổ được bảo tồn tốt. Các thị trấn đẹp như tranh Kotor, Risan, Tivat, Perast, Prčanj, Herceg Novi, Budva, cùng với cảnh quan môi trường xung quanh tự nhiên  là những điểm du lịch lớn.
Di sản tôn giáo của vùng đất xung quanh vịnh - các nhà thờ và tu viện Chính thống giáo và Công giáo - làm cho vịnh này một trong các địa điểm hành hương chính của khu vực.
Cùng với gần vách núi đá vôi nhô ra Orjen và Lovćen, Kotor và tạo thành cảnh quan ấn tượng xung quanh khu vực Địa Trung Hải và đẹp như tranh vẽ. Trong những năm gần đây, Kotor đã chứng kiến một sự gia tăng ổn định lượng khách du lịch, nhiều người trong số các du khách đến đây bằng du thuyền. Du khách bị thu hút bởi vẻ đẹp tự nhiên của vịnh Kotor và các thị xã cổ Kotor.  Kotor là một phần của di sản thế giới được đặt tên là Vùng Tự nhiên và Văn hóa-Lịch sử của Kotor.
Vịnh dài khoảng 28 km (17 mi) với đường bờ biển kéo dài 107,3 km (66,7 mi). Nó được bao quanh bởi hai khối núi của dãy Dinaric Alps : dãy núi Orjen ở phía tây và dãy núi Lovćen ở phía đông. Phần hẹp nhất của vịnh, eo biển Verige dài 2.300 mét (7.500 ft), chỉ rộng 340 mét (1.120 ft) tại điểm hẹp nhất. Vịnh là một đoạn của Sông Bokelj đã biến mất, từng chảy từ cao nguyên núi cao của Núi Orjen .

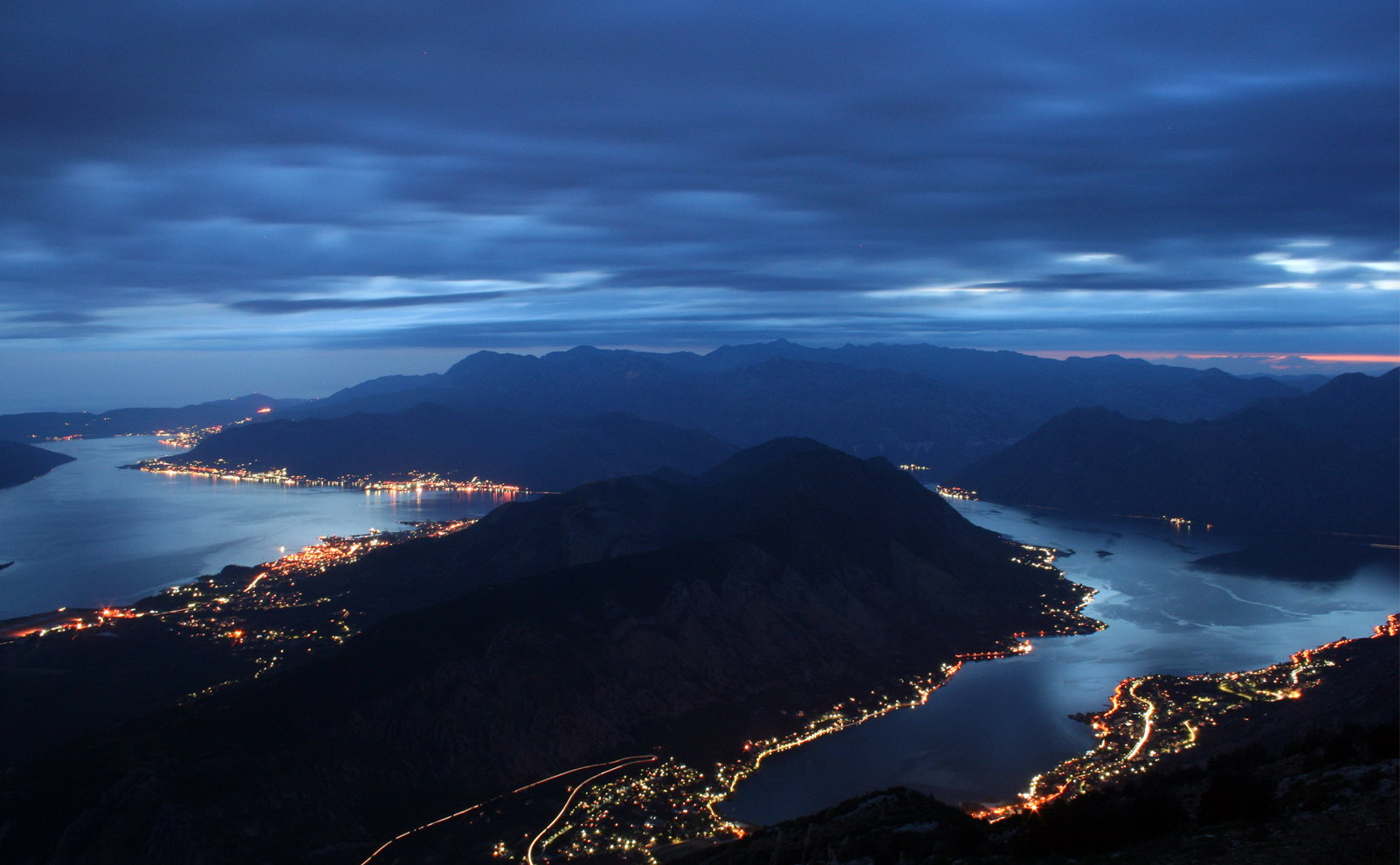
Vịnh Kotor
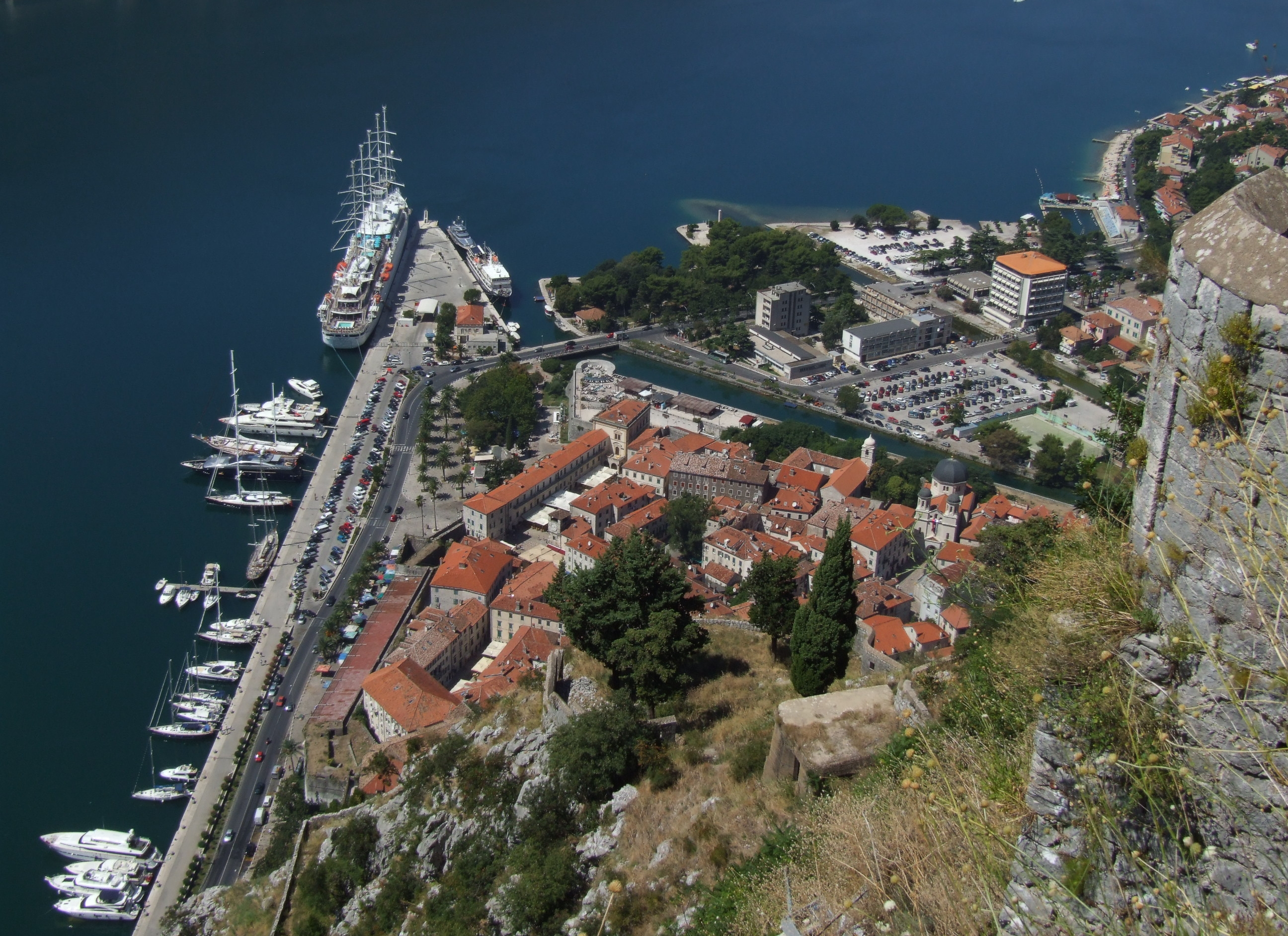
Kotor
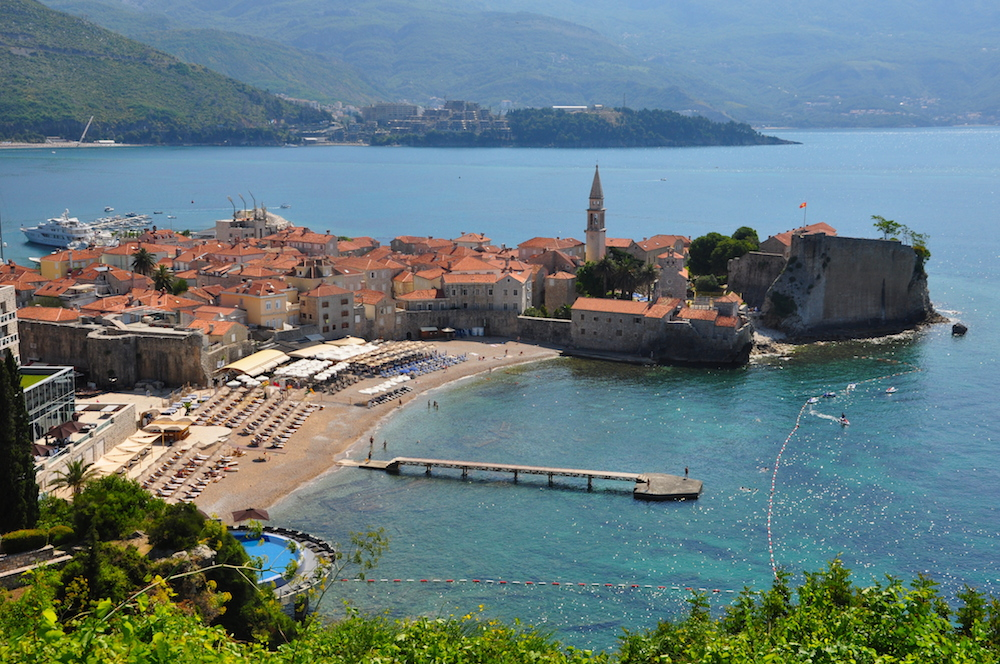
Phố cổ Stari grad ở Budva
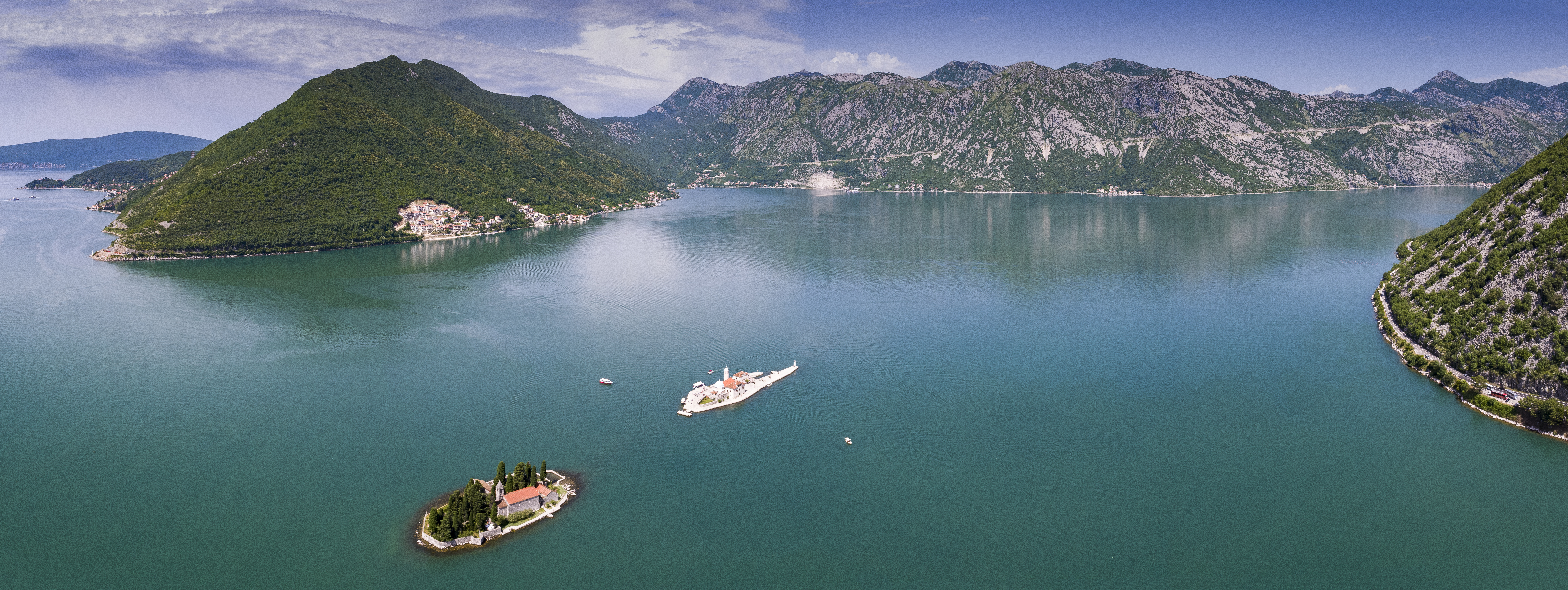
Ở Perast
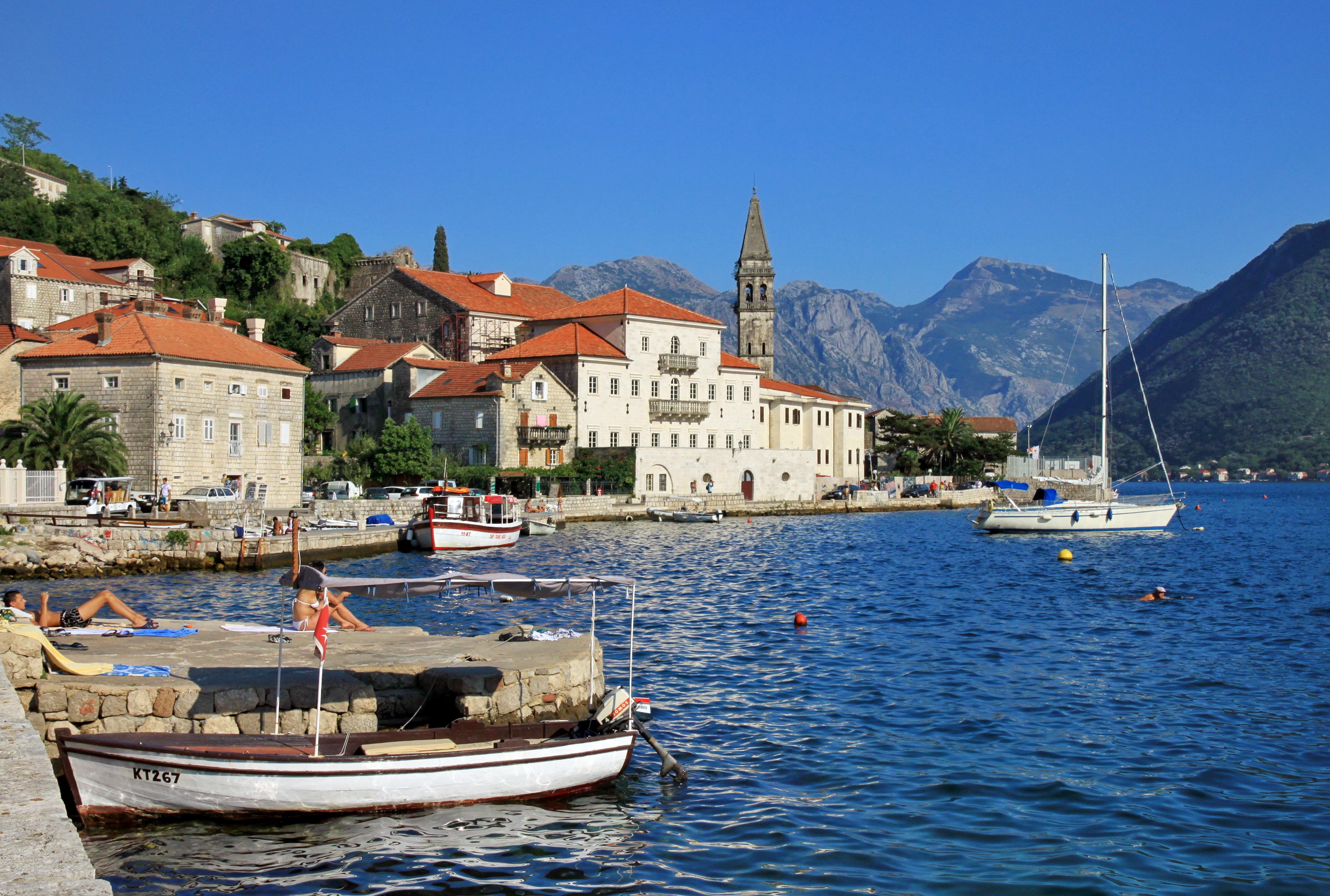
Perast
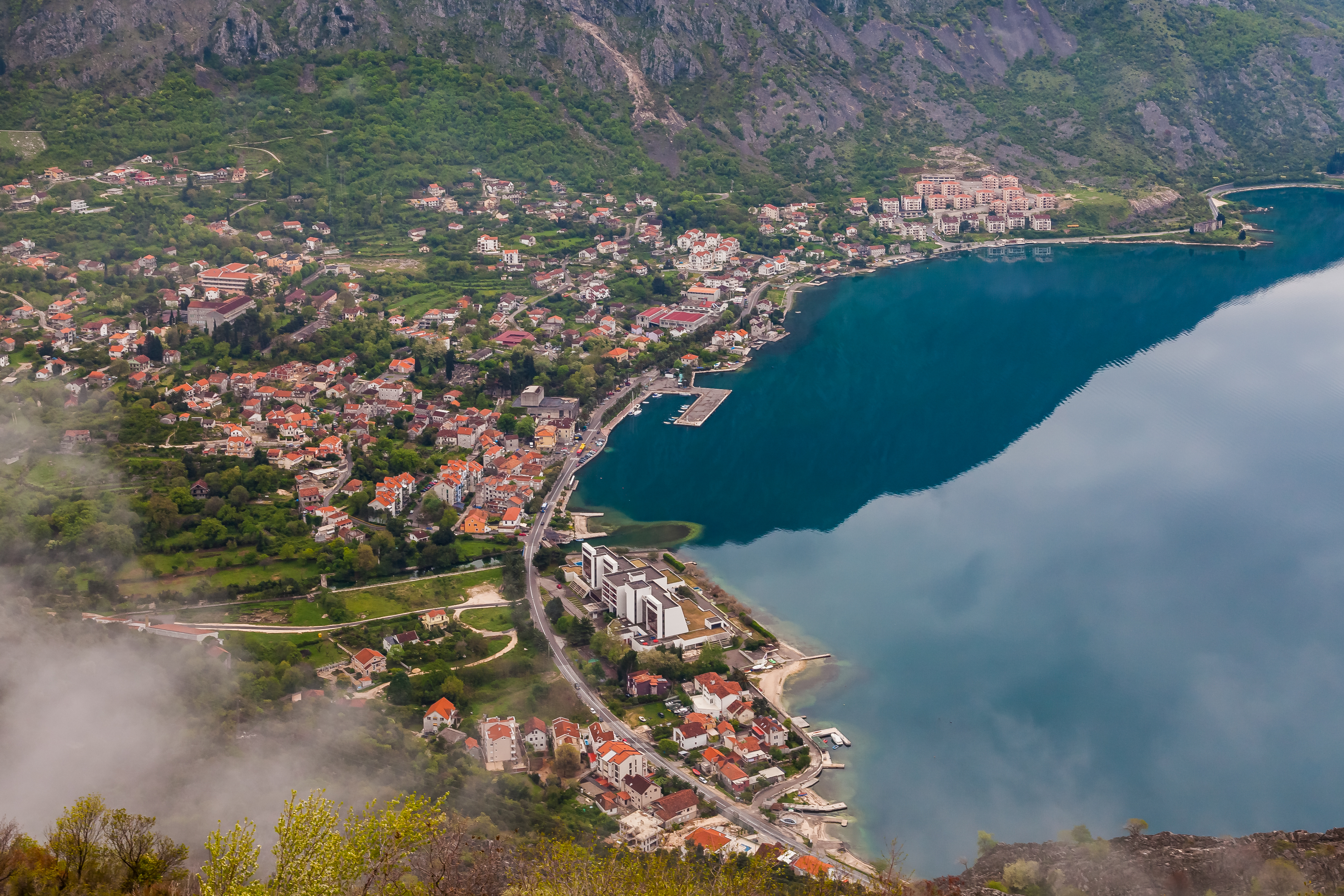
Risan
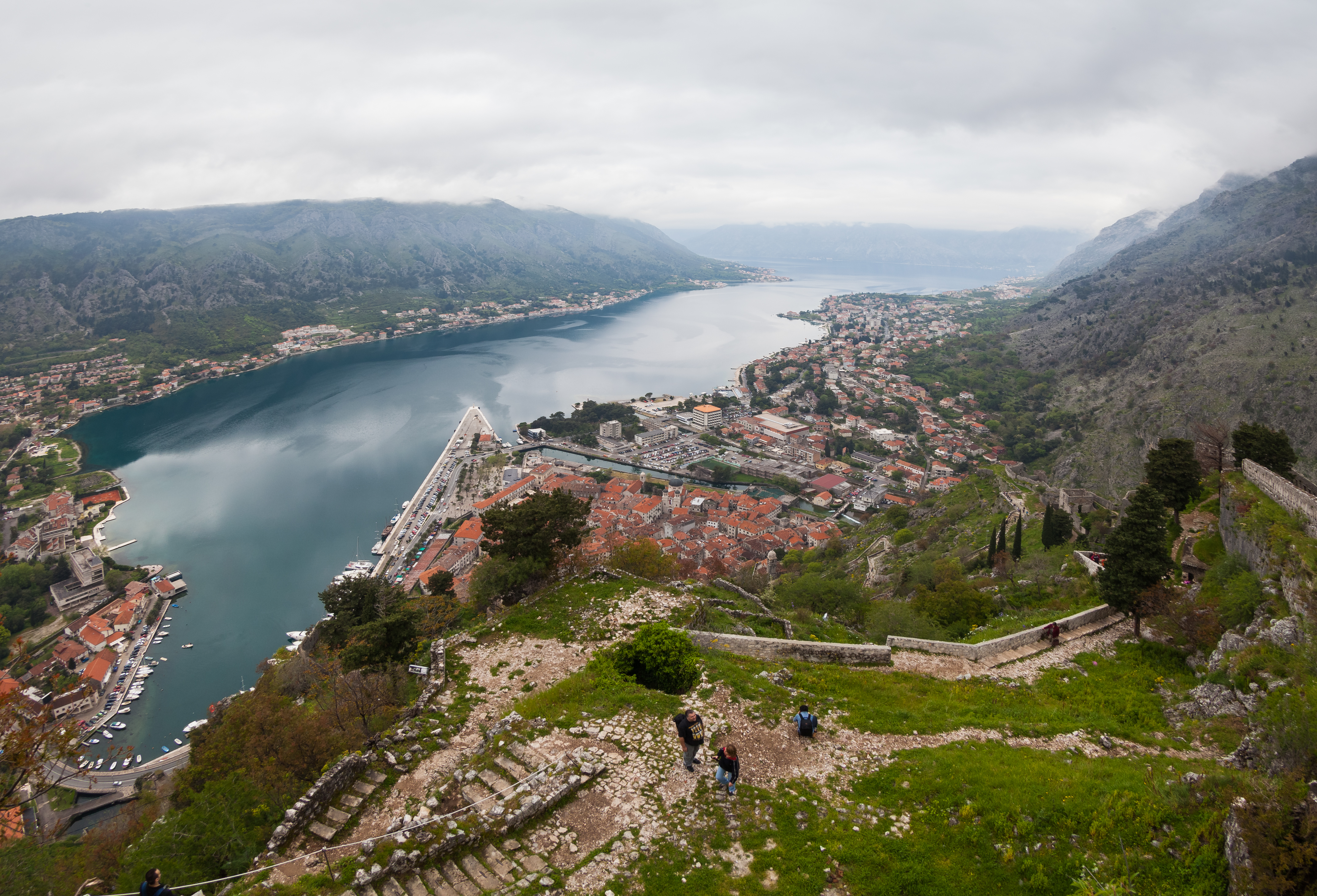
Vịnh Kotor, từ lâu đài St John
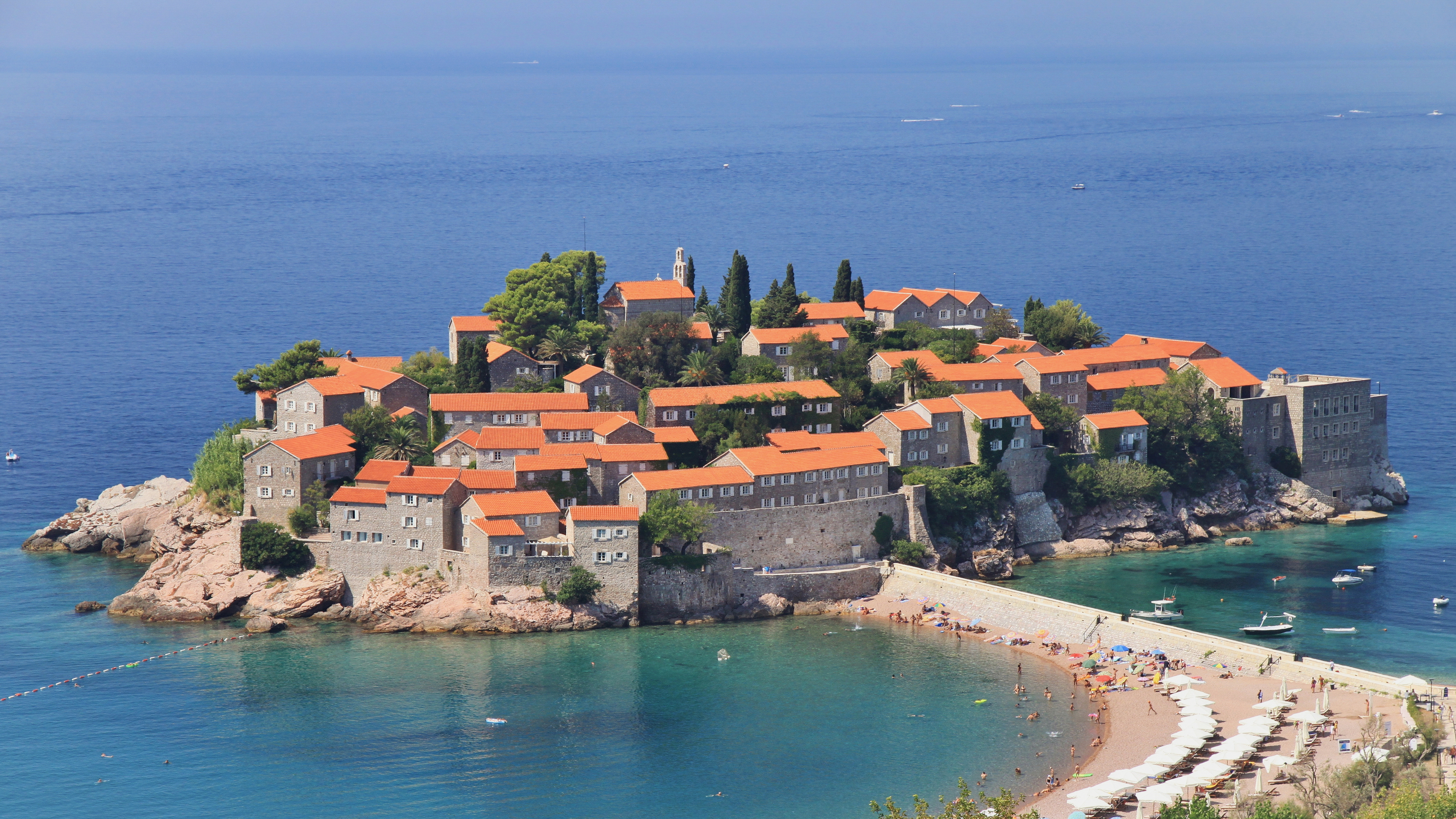
Đảo Sveti Stefan, cách thị trấn Budva 6 km